# Mikkel Thykier
Mikkel Thykier (født 1977) er en dansk digter, uddannet fra Forfatterskolen 1998.

## Udgivelser
- Skyggerne er kun flygtige, Borgen 1997 (digte)
- Katalog, Basilisk (B16) 2001
- Daglig tale, Gyldendal 2002
- Struktur – 16 objekter forarbejder til Peter Louis-Jensen, Basilisk 2003
- Skyggeboksning, Forlaget 28/6 2009 (essays)
- Gennem mig gik hun i seng med en afdød (hun tog et lig i munden) – 12 notater om Vincent Gallo, Forlaget 28/6 2009 (biografi)
- Entré – Tre forord, Anblik 2009 (poetik)
- Godmorgen, Columbus – Daglig tale, Gyldendal 2009 (dialoger)
- Over for en ny virkelighed, Edition After Hand 2011 (essay)
- SUB ROSA, Antipyrine 2013 (Collage & korrespondance)

## Oversættelser
- Dagens Vanvid & Mit Dødsøjeblik, Edition After Hand 2012 (oversættelse og efterord)

## Priser og legater
- 1998: Klaus Rifbjergs Debutantpris for Lyrikere: For Skyggerne er kun flygtige
- 2001: Statens Kunstfond. Arbejdslegat
- 2002: Statens Kunstfond. Arbejdslegat
- 2002: Michael Strunge-Prisen: tale af Mette Moestrup, Information 27-8-2002
- 2003: Statens Kunstfond. Arbejdslegat
- 2010: Statens Kunstfond. Arbejdslegat
- 2012: Statens Kunstfond. Arbejdslegat
- 2014: Statens Kunstfond. Det 3-årige arbejdsstipendie.